# Estación de trabajo

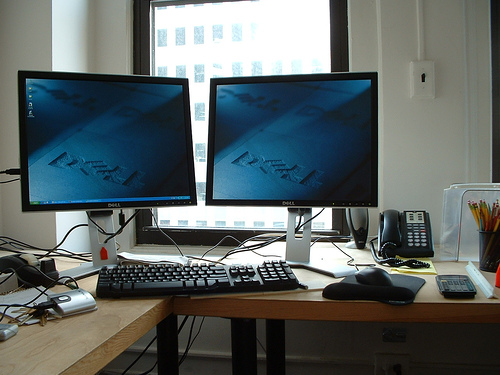
Ejemplo de una estación de trabajo.

En informática una estación de trabajo (en inglés workstation) es un computador de altas prestaciones destinado para trabajo técnico o científico. En una red de computadoras, es una computadora que facilita a las personas el acceso a los servidores y periféricos de la red. A diferencia de una computadora aislada, tiene una tarjeta de red y está físicamente conectada por medio de cables u otros medios no guiados con los servidores. Los componentes para servidores y estaciones de trabajo alcanzan nuevos niveles de rendimiento informático, al tiempo que ofrecen fiabilidad, compatibilidad, escalabilidad y arquitectura avanzada ideales para entornos multiproceso.
Lo de las computadoras en general, las computadoras promedio de hoy en día son más poderosas que las mejores estaciones de trabajo de una generación atrás. Como resultado, el mercado de las estaciones de trabajo se está volviendo cada vez más especializado, ya que muchas operaciones complejas que antes requerían sistemas de alto rendimiento pueden ser ahora dirigidas a computadores de propósito general. Sin embargo, el hardware de las estaciones de trabajo está optimizado para situaciones que requieren un alto rendimiento y fiabilidad, donde generalmente se mantienen operativas en situaciones en las cuales cualquier computadora personal tradicional dejaría rápidamente de responder. 
Actualmente las estaciones de trabajo suelen ser vendidas por grandes fabricantes de ordenadores como LENOVO, HP o Dell y utilizan CPU x86-64 como Intel Xeon o AMD Opteron ejecutando Microsoft Windows o GNU/Linux. Apple Inc. y Sun Microsystems comercializan también su propio sistema operativo tipo UNIX para sus estaciones de trabajo.

## Diferencias de filosofías de diseño entre computadoras personales y estaciones de trabajo

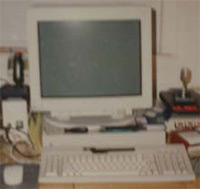
Sun SPARCstation 1+,procesador a 25 MHz RISC de principios de los 90.

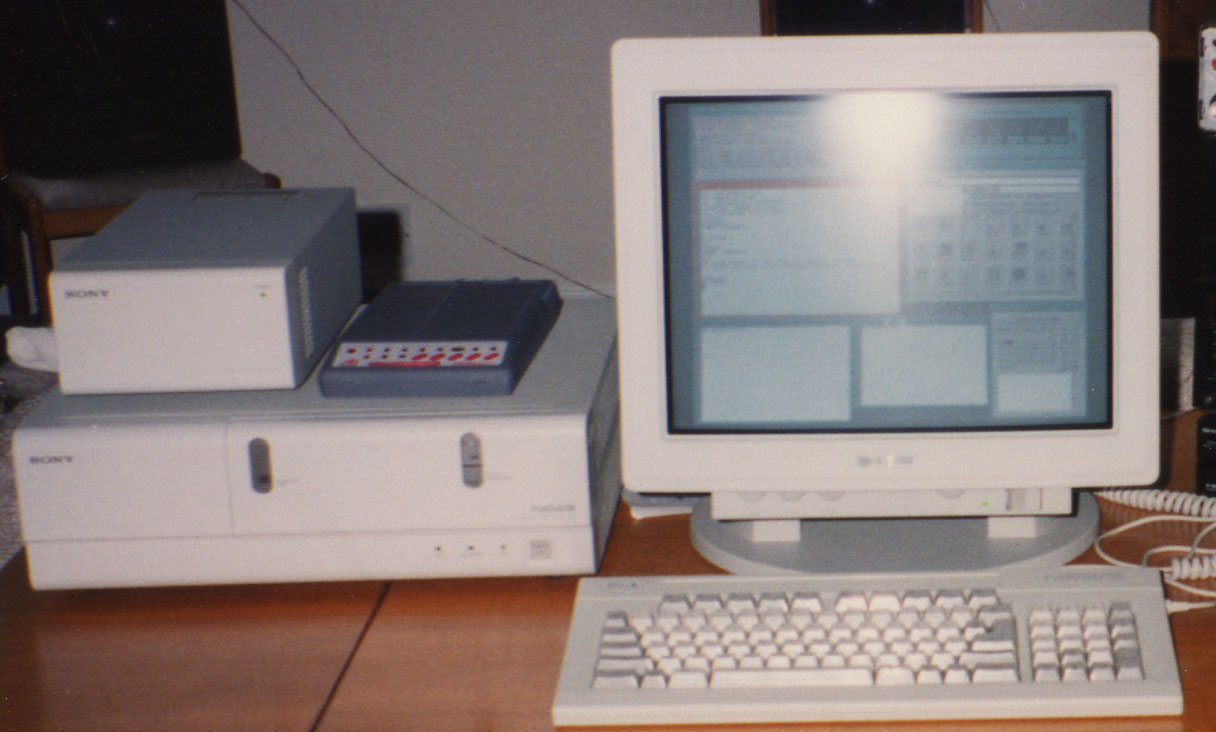
Sony NEWS, procesador a 2x 25 MHz 68030 de principios de los 90.

Las estaciones de trabajo fueron un tipo popular de computadoras para ingeniería, ciencia y gráficos durante las décadas de 1980 y 1990. Últimamente se las asocia con CPU RISC, pero inicialmente estaban basadas casi exclusivamente en la serie de procesadores Motorola 68000.
Las estaciones de trabajo han seguido un camino de evolución diferente al de las computadoras personales o PC. Fueron versiones de bajo costo de minicomputadoras como son las de la línea VAX, la cual había sido diseñada para sacar datos de tareas de cómputos más pequeñas de la muy cara computadora mainframe de la época. Rápidamente adoptaron un solo chip microprocesador de 32 bits, en oposición a los más costosos procesadores multichip prevalecientes en aquel entonces. Posteriormente, las generaciones de estaciones de trabajo usaron procesadores RISC de 32 bits y 64 bits, que ofrecían un rendimiento más alto que los procesadores CISC usados en los computadoras personales.
Las estaciones de trabajo también corrían el mismo sistema operativo multi-usuario/multi-tarea que las microcomputadoras usaban, comúnmente Unix. También usaban redes para conectarse a computadoras más potentes para análisis de ingeniería y visualización de diseños. El bajo costo relativo a minicomputadoras y mainframes permitió una productividad total mayor a muchas compañías que usaban computadoras poderosas para el trabajo de cómputo técnico, ya que ahora cada usuario individual contaba con una máquina para tareas pequeñas y medianas, liberando así a las computadoras más grandes para los tratamientos por lotes. 
Las computadoras personales, en contraste con las estaciones de trabajo, no fueron diseñadas para traer el rendimiento de la minicomputadora al escritorio de un ingeniero, sino que fueron previstas originalmente para el uso en casa o la productividad de oficina; la sensibilidad al precio fue un aspecto de consideración primaria. Las primeras computadoras personales comercialmente exitosas usaban chips de procesador de 8 bits, especialmente el procesador Intel 8080 y más tarde MOS Technology 6502 y Zilog Z80, en los días de Altair 8800, Apple II, Atari 800, Commodore PET y TRS-80. La introducción del IBM PC en 1981, basado en el diseño de procesador Intel x86, finalmente cambió la industria.
Los primeros sistemas operativos de PC fueron diseñados para ser de una sola tarea (MS-DOS), luego incluyeron una limitada multitarea cooperativa (Windows 3.1) y últimamente han incluido multitarea con prioridad (Windows 95, Windows NT, GNU/Linux). Cada uno de estos diferentes tipos de sistemas operativos varía en la habilidad para utilizar la potencia total inherente del hardware para realizar múltiples tareas simultáneamente.

## Historia de las estaciones de trabajo
Tal vez la primera computadora que podría ser calificada como estación de trabajo fue la IBM 1620, una pequeña computadora científica diseñada para ser usada interactivamente por una sola persona sentada en la consola. Fue introducida en 1959. Una característica peculiar de la máquina era que carecía de cualquier tipo de circuito aritmético real. Para realizar la adición, requería una tabla almacenada en la memoria central con reglas decimales de la adición. Lo que permitía ahorrar en costos de circuitos lógicos, permitiendo a IBM hacerlo más económica. El nombre código de la máquina fue CADET, el cual algunas personas decían que significaba "No puede sumar, ni siquiera lo intenta (Can't Add, Doesn't Even Try)". No obstante, se alquiló inicialmente por unos $1000 por mes. 
Posteriormente llegaron el IBM 1130 (sucesor del 1620 en 1965), y el minicomputador PDP-8 de Digital Equipment Corporation.
Las primeras estaciones de trabajo basadas en microordenadores destinados a ser utilizados por un único usuario fueron máquina Lisp del MIT a comienzos de la década de 1970, seguidas de los Xerox Alto (1973), PERQ (1979) y Xerox Star (1981).
En los años 1980 se utilizaron estaciones de trabajo basadas en CPU Motorola 68000 comercializadas por nuevas empresas como Apollo Computer, Sun Microsystems y SGI. Posteriormente llegarían NeXT y otras.

### La era RISC
Desde finales de los años 1980 se fueron sustituyendo por equipos generalmente con CPU RISC diseñada por el fabricante del ordenador, con su sistema operativo propietario, casi siempre una variante de UNIX (con excepciones no basadas en UNIX, como OpenVMS o las versiones de Windows NT para plataformas RISC). Aunque también hubo estaciones de trabajo con CPU Intel x86 ejecutando Windows NT como las Intergraph ViZual Workstation Zx y varios modelos Compaq y Dell.
Lista no exhaustiva de las estaciones de trabajo RISC más famosas de los años 90:
| Fabricante       | Modelos                               | Arquitectura CPU | Sistema operativo | Años      |
| ---------------- | ------------------------------------- | ---------------- | ----------------- | --------- |
| DEC/Compaq/HP    | AlphaStation                          | DEC Alpha        | Tru64, OpenVMS    | 1994-2006 |
| HP               | 9000                                  | PA-RISC          | HP-UX             | 1991-2007 |
| IBM              | RS/6000 p-series IntelliStation POWER | IBM POWER        | AIX               | 1993-2009 |
| Silicon Graphics | IRIS 4D Indigo, Indy Octane, O2 etc   | MIPS             | IRIX              | 1986-2006 |
| Sun Microsystems | SPARCStation Ultra Blade              | SPARC            | Solaris           | 1986-2008 |

## Situación actual
En la actualidad se ha pasado de las arquitecturas RISC de IBM POWER, MIPS, SPARC, PA-RISC o DEC Alpha a la plataforma x86-64 con CPU Intel y AMD. Tras ser retiradas del mercado las Sun Ultra 25/45 en julio de 2008 y las IBM IntelliStation Power en enero de 2009, ya no se comercializan modelos con CPU RISC que tan comunes fueron en la década de 1990.
Así pues actualmente se utiliza normalmente CPU Intel Xeon o AMD Opteron, pudiendo usarse otras CPU x86-64 más comunes (como intel Core 2 o Core i5) en modelos más asequibles. Son comunes las GPU profesionales NVIDIA Quadro FX y ATI FireGL.
Lista de algunos fabricantes y modelos:
- Apple Inc.: Mac Pro
- BOXX Technologies
- Dell: DELL Precision
- Fujitsu Siemens: CELSIUS
- Hewlett-Packard: serie Z
- Lenovo: ThinkStation
- Silicon Graphics: Octane III
- Sun Microsystems: Ultra 27
- Workstation Specialists
- MSI:WS,WE & WT laptops
- Asus:proart
- Bizon tech
- Acer:Concept d

## Lista de estaciones de trabajo y fabricantes
Nota: muchas de éstas están extintas
| - 3Station - Alienware - Apollo Computer - Amiga 3000UX - Apple Computer - Atari Transputer Workstation | - Dell Precision 390 - Core Hardware Systems - Computervision - Datamax UV-1 - Acer - Digital Equipment Corporation - Hewlett Packard | - IBM - Intergraph - Lilith - MIPS Magnum - MOUNTAIN - NeXT - Silicon Graphics | - Sony NEWS - Sun Microsystems - Torch Computers - Unisys ICON - Xerox Star |